# Закарпатский краеведческий музей
Закарпатский областной краеведческий музей им. Т. Легоцкого (укр. Закарпатський краєзнавчий музей) — музей, находящийся в Ужгороде, Украина. Располагается в Ужгородском замке.

## История
Современный музей основан в 1945 году под названием «Народный музей Закарпатской Украины». С 1946 года был переименован в современное название. Основу собрания музея составили коллекции Ужгородского земского музея, основанного в 1929 году и других частных и государственный музейных собраний. С 1947 года музей размещается в Ужгородском замке, который является памятником архитектуры XIII—XVIII веков. В 1950 году в состав музея вошёл Мукачевский музей имени Т. Легоцкого.
С 1991 года при музее действует Центр изучения народной музыкальной культуры Карпат.
2 февраля 2000 года музею был присвоен государственный статус и он был вписан в реестр музейных заведений, в которых хранятся коллекции и предметы, являющиеся государственной собственностью и принадлежащие к государственной части Музейного фонда Украины.
Филиалы
- Мемориальные дома-музеи народных художников Украины Фёдора Манайло (Ужгород, ул. Другетов, 74) и Андрея Коцки (Ужгород, ул. Винницкая, 20).
- Закарпатский художественный музей имени Бокшая (Ужгород, ул. Жупанатская, 3)
- Хустский краеведческий музей (Хуст, ул. Пирогова, 1)
- Свалявский краеведческий музей (Свалява, ул. Шевченко, 4)
- Виноградовский краеведческий музей (Виноградов, ул. Мира, 4)

## Известные сотрудники
- Грабарь, Александр Александрович (1988—1959) — русинский орнитолог.